# Julieta da Graça do Espírito Santo
Julieta da Graça Pinto do Espírito Santo (1921 — 2 de janeiro de 2008) foi uma médica e política são-tomense. A primeira médica do país, fez também parte do primeiro grupo de mulheres integrantes da Assembleia Nacional em 1975.

## Biografia
Graça entrou no internato do Instituto de Odivelas, em Portugal, em 1933. Posteriormente, estudou medicina e cirurgia na Universidade de Coimbra, regressando a São Tomé em 1955 como a primeira médica no território. Após a independência em 1975, ela tornou-se diretora geral de serviços de saúde e também coordenou programas da Organização Mundial de Saúde nas ilhas do arquipélago.
Em dezembro de 1975, Graça foi nomeada para a Assembleia Nacional como uma do primeiro grupo de seis mulheres na legislatura. Mais tarde, ela também serviu no parlamento pela Ação Democrática Independente.
Ela morreu em janeiro de 2008 com 86 anos.